# Padma Shri
La Padma Shri est une décoration civile attribuée par le gouvernement indien à ceux qui se sont distingués dans divers domaines tels que les arts, l'éducation, l'industrie, la littérature, les sciences ou le sport. Dans la hiérarchie des récompenses, la Padma Shri est classée en quatrième position, derrière la Bharat Ratna (la plus haute distinction), la Padma Vibhushan et la Padma Bhushan.

## Personnalités ayant reçu la Padma Shri
En 2012, 2 497 personnalités avaient reçu la Padma Shri, notamment :
- Kalyanji Anandji
- Mani Madhava Cakyar
- Nek Chand
- Bina Das
- Vijaydan Detha
- Nalini Bala Devi
- Madhuri Dixit
- Kajol
- Aamir Khan
- Shahrukh Khan
- M. Leelavathy
- Leander Paes
- Aishwarya Rai
- AR Rahman
- Krishna Reddy
- Sharada Sharma
- Arunima Sinha
- K. G. Subramanyan
- Mère Teresa
- Govindappa Venkataswamy

Après 2012, d'autres personnalités ont reçu la Padma Shri, notamment :
- Anuradha Koirala en 2017[1] ;
- Rohini Godbole en 2019 ;
- Padma Bandopadhyay en 2020[2].
- Anitha Pauldurai en 2021
- Joshna Chinappa en 2024[3]

## Listes exhaustives des récipiendaires
- Padma Shri (1954–1959)
- Padma Shri (1960–1969)
- Padma Shri (1970–1979)
- Padma Shri (1980–1989)
- Padma Shri (1990–1999)
- Padma Shri (2000–2009)
- Padma Shri (2010–2019)